# Chelonus tongkingensis
Chelonus tongkingensis är en stekelart som beskrevs av Cameron 1910. Chelonus tongkingensis ingår i släktet Chelonus och familjen bracksteklar. Inga underarter finns listade i Catalogue of Life.